# Лампроба
Лампроба (ლამპრობა) - стародавнє сванське народне свято на знак перемоги над ворогами, присвячене святому Георгію, відбувається в лютому. Основні заходи свята пов'язані з поминанням предків, розпалюванням багать, смолоскипними ходами та святковою трапезою. Для багать використовуються спеціально приготовані великі смолоскипи за кількістю чоловіків у сім'ї.

## Історія свята
Колись з півночі до Сванетії увійшли загони грабіжників. Вони розорили села і з награбованим добром зібралися в зворотний шлях. Але тут почався сильний снігопад, який відрізав шлях назад, перекривши перевали. Довелось грабіжникам залишитися в Сванетії. Вони розосередилися по домівках у кількох сванські селах, що розташовані поблизу одне від другого. Свани не збиралися довго терпіти їх присутність і на таємних зборах вирішили перебити загарбників. Щоб противники трохи ослабли, свани закололи свиней і кілька днів поспіль харчувалися свининою, а оскільки прибульці були мусульмани і не їли свинину, їм довелося голодувати. Напад на незваних гостей мав статися вночі, причому одночасно у всіх оселях. Для цього були потрібні смолоскипи, як для освітлення так і для подачі сигналу в сусідні села. Перебивши непрошених гостей в своєму будинку, сванські чоловіки поспішали на допомогу до сусідів. Все сталося швидко і закінчилося перемогою, загарбники були знищені. У цій події брало участь все чоловіче населення від малого до великого, хто міг утримати в руках палаючий смолоскип.
Зараз у день Лампроба в кожній оселі Сванетії запалюється стільки смолоскипів скільки чоловіків є в родині. А якщо в будинку є вагітна жінка, то запалюється смолоскип на честь дитини, яку вона носить, адже це може бути і хлопчик! Смолоскип готується з суцільного стовбура дерева, верхівка якого розщеплюється на кілька частин.
Хода чоловіків з палаючими смолоскипами прямує у бік церкви. На церковному дворі складається велике вогнище з смолоскипів, там же накриваються столи. Всю ніч до появи перших променів сонця свани читають молитви і піднімають тости.